# Admiral's Cup
L'Admiral's Cup è una regata di imbarcazioni a vela di diverso tipo che si disputa in Gran Bretagna.
La prima edizione venne disputata nel 1957 ed aveva frequenza biennale disputandosi di norma negli anni dispari. Comunque non è stata disputata negli anni 2001 e 2005 e si ritiene che abbia avuto termine con l'edizione del 2003.
La partenza e l'arrivo avvenivano al largo del porto di Cowes, sull'Isola di Wight situata al largo delle coste meridionali dell'Inghilterra, ed era organizzata dal Royal Ocean Racing Club.

## Storia 1957 - 1999
Dal 1957 al 1999 veniva disputata fra squadre nazionali, ognuna delle quali era costituita da tre imbarcazioni. All'inizio, soltanto la Gran Bretagna e Stati Uniti vi presero parte, ma successivamente si aggiunsero diverse altre squadre nazionali.
La Fastnet race era parte dell'Admiral's Cup durante questo primo periodo.
Nel 1971, il Primo Ministro inglese  Edward Heath capitanò una delle imbarcazioni vincitrici.

## Storia recente
Nel 2003, la gara viene disputata fra squadre costituite da due sole imbarcazioni.

## Nazioni vincitrici
| Anno | Vincitore     |
| ---- | ------------- |
| 1957 | Regno Unito   |
| 1959 | Regno Unito   |
| 1961 | Stati Uniti   |
| 1963 | Regno Unito   |
| 1965 | Regno Unito   |
| 1967 | Australia     |
| 1969 | Stati Uniti   |
| 1971 | Regno Unito   |
| 1973 | Germania      |
| 1975 | Regno Unito   |
| 1977 | Regno Unito   |
| 1979 | Australia     |
| 1981 | Regno Unito   |
| 1983 | Germania      |
| 1985 | Germania      |
| 1987 | Nuova Zelanda |
| 1989 | Regno Unito   |
| 1991 | Francia       |
| 1993 | Germania      |
| 1995 | Italia        |
| 1997 | Stati Uniti   |
| 1999 | Paesi Bassi   |
| 2003 | Australia     |